# Сарина, Антонина Алексеевна
Антонина Алексеевна Сарина (6 августа 1903, Пенза — 18 сентября 1997, Севастополь) — почетный гражданин Севастополя, участница обороны Севастополя 1941-1942 годов, секретарь горкома ВКП(б) Севастополя по промышленности.

## Биография
Родилась 6 августа 1903 года в Пензе. Трудовую деятельность начала на Дальнем Востоке. В Севастополе с 1932 года: секретарь комитета первичной организации ВКП(б) главвойскпорта, заместитель начальника по общим вопросам Гидрометеослужбы, 2-й секретарь горкома ВКП(б), председатель Корабельного районного совета депутатов и работников.
С 5 апреля 1941 года по 1 июля 1942 года — секретарь горкома ВКП(б) по промышленности и транспорту. В начале Великой Отечественной войны А. А. Сарина отвечала за вывоз материальных ценностей, в период обороны под руководством и при непосредственном участии Сариной в осажденном Севастополе было налажено производство вооружения, боеприпасов, обмундирования. После освобождения города Антонина Алексеевна вернулась в Севастополь 10 мая 1944 года со вторым эшелоном войск.
До 1950 года — заместитель начальника Управления по восстановлению Севастополя при Совете Министров СССР; с 1953 года — заместитель управляющего треста «Севастопольстрой», с 1957 года — на пенсии. В 1957—1991 годах возглавляла Историческую комиссию Севастопольского ГК КПУ.
Умерла 18 сентября 1997 года в Севастополе, похоронена на кладбище Коммунаров.

## Награды
Награждена орденом «Знак Почета», орденом Отечественной войны 1 степени, орденом Красной Звезды, медалями «За оборону Севастополя», «За оборону Кавказа» и другими.
21 сентября 1973 года Антонине Сариной было присвоено звание «Почетный гражданин Севастополя».

## Память
Опубликовала в 1968 году воспоминания в сборнике мемуаров защитников Крыма и Севастополя.
Летом 2000 года на доме по адресу улица Большая Морская, 38, где с 1952 по 1997 год жила Антонина Сарина, была установлена мемориальная доска.

## В искусстве
В художественном фильме "Море в огне", снятом в 1970 году на киностудии "Мосфильм" режиссёром  Л. Н. Сааковым, роль А. А. Сариной  исполняет актриса Клара Лучко.